# Чемпіонат УРСР з легкої атлетики 1973
Чемпіонат УРСР з легкої атлетики 1973 був проведений 26-29 червня у Києві на Центральному стадіоні.
Характерним для цьогорічного чемпіонату УРСР було те, що проводився паралельний залік за програмою республіканських Ігор молоді. До заліку йшли результати для добровільних спортивних товариств і відомств, а також для областей республіки. Переможцями стали спортсмени «Буревісника» та збірна команда Києва.
На чемпіонаті республіки п'ятиборка Надія Ткаченко перевершила тринадцятирічний рекорд республіки зі стрибків у довжину, що належав Вірі Крепкіній (6,37), та стала чемпіонкою зі стрибків у довжину з новим рекордом УРСР  — 6,40.
Республіканські чемпіонати з інших дисциплін легкої атлетики були проведені окремо.

## Призери основного чемпіонату

### Чоловіки
| Дисципліни                | Золото                                                         | Золото  | Срібло                                 | Срібло  | Бронза                             | Бронза  |
| ------------------------- | -------------------------------------------------------------- | ------- | -------------------------------------- | ------- | ---------------------------------- | ------- |
| 100 метрів                | Валерій Борзов Київ                                            | 10,4    | Володимир Атамась Черкаська обл.       | 10,5    | В'ячеслав Авсєєв Львівська обл.    | 10,7    |
| 200 метрів                | Євген Олешко Дніпропетровська обл.                             | 21,4    | С. Демидов Львівська обл.              | 21,8    | Юрій Бессараб Чернівецька обл.     | 21,8    |
| 400 метрів                | Микола Іващенко Київ                                           | 47,6    | Євген Баралей Дніпропетровська обл.    | 47,6    | Микола Явтушенко Вінницька обл.    | 47,8    |
| 800 метрів                | Євген Аржанов Київ                                             | 1.46,4  | Євген Волков Київ                      | 1.47,8  | Микола Кривопатько Львівська обл.  | 1.48,0  |
| 1500 метрів               | Петро Анисим Вінницька обл.                                    | 3.44,0  | В. Барський Вінницька обл.             | 3.44,3  | Володимир Яровенко Київ            | 3.45,2  |
| 5000 метрів               | Степан Байдюк Київ                                             | 14.27,4 | Борис Оляницький Донецька обл.         | 14.29,4 | Анатолій Недибалюк Вінницька обл.  | 14.31,4 |
| 10000 метрів              | Микола Давиденко Дніпропетровська обл.                         | 29.40,4 | М. Лозинський Львівська обл.           | 29.44,0 | В. Хомяк Вінницька обл.            | 29.46,4 |
| 110 метрів з бар'єрами    | Євген Мазепа Одеська обл.                                      | 13,9    | Олександр Синицин Київ                 | 14,1    | Віктор Євсєєв Донецька обл.        | 14,2    |
| 200 метрів з бар'єрами    | В. Федоренко Львівська обл.                                    | 23,8    | Олександр Синицин Київ                 | 23,9    | Л. Медведський Київ                | 24,0    |
| 400 метрів з бар'єрами    | Валерій Машковський Київ                                       | 51,2    | Віктор Савченко Ворошиловградська обл. | 51,4    | Валерій Шкоткін Донецька обл.      | 51,9    |
| 3000 метрів з перешкодами | Леонід Савельєв Київ                                           | 8.38,6  | Леонід Онучин Кримська обл.            | 8.40,8  | Олександр Величко Львівська обл.   | 8.43,6  |
| 4×100 метрів              | КиївЛеонід Борковський Поленков В. Булатов Валерій Борзов      | 40,7    | Львівська обл.                         | 41,0    | Запорізька обл.                    | 41,8    |
| 4×400 метрів              | КиївМикола Іващенко Анатолій Варда Якушкін Валерій Машковський | 3.13,0  | Одеська обл.                           | 3.13,7  | Вінницька обл.                     | 3.14,0  |
| Ходьба 10 кілометрів      | Борис Яковлєв Київ                                             | 44.09   | Леонід Вільгота Львівська обл.         | 44.11   | Володимир Кавунов Харківська обл.  | 44.15   |
| Стрибки у висоту          | Марк Желнов Дніпропетровська обл.                              | 2,15    | В. Ямщиков Запорізька обл.             | 2,10    | Борис Каленников Київ              | 2,10    |
| Стрибки з жердиною        | Микола Рульов Київ                                             | 5,10    | Геннадій Блізнєцов Харківська обл.     | 5,00    | Юрій Прохоренко Київ               | 5,00    |
| Стрибки в довжину         | Леонід Борковський Київ                                        | 7,68    | П. Бордаков Дніпропетровська обл.      | 7,47    | Володимир Тимофеєв Харківська обл. | 7,46    |
| Потрійний стрибок         | Анатолій Бойко Донецька обл.                                   | 16,45   | Ігор Ковтун Львівська обл.             | 15,92   | М. Соловей Львівська обл.          | 15,74   |
| Штовхання ядра            | Анатолій Аронов Кримська обл.                                  | 19,25   | Анатолій Ярош Ворошиловградська обл.   | 17,97   | Леонід Смелаш Київ                 | 17,80   |
| Метання диска             | Василь Курилов Дніпропетровська обл.                           | 59,76   | Віктор Журба Ворошиловградська обл.    | 58,78   | Анатолій Філоненко Київська обл.   | 57,82   |
| Метання молота            | Валерій Валентюк Харківська обл.                               | 72,04   | Йосип Гамський Львівська обл.          | 72,02   | Анатолій Федотенко Одеська обл.    | 68,94   |
| Метання списа             | Василь Єршов Запорізька обл.                                   | 83,54   | Володимир Айгустов Київ                | 77,10   | Олексій Чупилко Харківська обл.    | 76,96   |

### Жінки
| Дисципліни             | Золото                                                | Золото  | Срібло                                  | Срібло | Бронза                                  | Бронза |
| ---------------------- | ----------------------------------------------------- | ------- | --------------------------------------- | ------ | --------------------------------------- | ------ |
| 100 метрів             | Ірина Кудрявцева Харківська обл.                      | 11,8    | Ольга Сіренко Черкаська обл.            | 11,9   | Тетяна Пророченко Запорізька обл.       | 12,0   |
| 200 метрів             | Людмила Аксьонова Київ                                | 24,4    | М. Липованчук Чернігівська обл.         | 24,7   | Л. Гаркава Харківська обл.              | 25,0   |
| 400 метрів             | Ніна Зюськова Донецька обл.                           | 54,6    | В. Павленко Одеська обл.                | 55,3   | Людмила Поппе Київ                      | 55,6   |
| 800 метрів             | Юлія Атрошенко Дніпропетровська обл.                  | 2.03,9  | Ольга Вахрушева Донецька обл.           | 2.05,2 | Тетяна Єлізарова Харківська обл.        | 2.05,7 |
| 1500 метрів            | Людмила Сорока Київ                                   | 4.24,2  | Ганна Криніна Хмельницька обл.          | 4.28,2 | Т. Лосєва Київська обл.                 | 4.29,4 |
| 3000 метрів            | Раїса Катюкова Київська обл.                          | 9.44,6  | В. Пилипенко Київ                       | 9.46,4 | Л. Гаврилова Донецька обл.              | 9.48,2 |
| 100 метрів з бар'єрами | Любов Свєженцева Донецька обл.                        | 13,9    | Г. Терновенко Дніпропетровська обл.     | 14,1   | Н. Марченко Київ                        | 14,2   |
| 200 метрів з бар'єрами | Тетяна Чернова Київ                                   | 27,6    | М. Крапивна Ворошиловградська обл.      | 27,8   | О. Штаничева Одеська обл.               | 28,1   |
| 4×100 метрів           | КиївЛюдмила Аксьонова Мікізіль Кутюк Тетяна Чернова   | 47,3    | Харківська обл.                         | 47,5   | Запорізька обл.                         | 47,8   |
| 4×400 метрів           | Одеська обл.Міманова О. Штаничева Самійленко Багленко | 3.44,6  | Донецька обл.                           | 3.44,8 | Харківська обл.                         | 3.52,2 |
| Стрибки у висоту       | Олена Бондаренко Ворошиловградська обл.               | 1,80    | Надія Осколок Київ                      | 1,75   | Світлана Гонтковська Київ               | 1,75   |
| Стрибки в довжину      | Надія Ткаченко Донецька обл.                          | 6,40 NR | Валентина Московченко Київ              | 6,00   | Людмила Іванова Ворошиловградська обл.  | 5,93   |
| Штовхання ядра         | Наталія Виноградова Київ                              | 17,44   | Ганна Ваніна Донецька обл.              | 16,97  | Людмила Машарова Ворошиловградська обл. | 16,68  |
| Метання диска          | Світлана Жиліна Донецька обл.                         | 53,98   | Л. Кузьміна Київ                        | 53,28  | Надія Хроленкова Київ                   | 53,02  |
| Метання списа          | Раїса Петруша Київ                                    | 53,06   | Олександра Коростильова Харківська обл. | 51,16  | Ольга Лузіна Ворошиловградська обл.     | 50,00  |

## Інші чемпіонати
- Чемпіонат УРСР з кросу був проведений 18 лютого в Євпаторії.
- Чемпіонат УРСР з легкоатлетичних багатоборств був проведений окремо[джерело?].
- Чемпіонат УРСР з марафонського бігу та шосейної спортивної ходьби на 50 кілометрів серед чоловіків був проведений 28 жовтня в Ужгороді.

### Чоловіки
| Дисципліни    | Золото                            | Золото    | Срібло                         | Срібло    | Бронза                         | Бронза    |
| ------------- | --------------------------------- | --------- | ------------------------------ | --------- | ------------------------------ | --------- |
| Крос 8 км     | Борис Оляницький Донецька обл.    | 24.30,0   |                                |           |                                |           |
| Крос 12 км    | Павло Андреєв Львівська обл.      | 37.57,0   |                                |           |                                |           |
| Десятиборство | Георгій Гризун Київ               | 7178      |                                |           |                                |           |
| Марафон       | Анатолій Стрілець Запорізька обл. | 2:17.21,0 | Володимир Макаров Сумська обл. | 2:19.23,0 | Василь Легар Київ              | 2:20.13,0 |
| Ходьба 50 км  | Леонід Вільгота Львівська обл.    | 4:16.44,0 | Юрій Андрющенко Київ           | 4:18.37,0 | Володимир Хоменко Сумська обл. | 4:22.00,0 |

### Жінки
| Дисципліни   | Золото                             | Золото | Срібло                         | Срібло | Бронза | Бронза |
| ------------ | ---------------------------------- | ------ | ------------------------------ | ------ | ------ | ------ |
| Крос 2 км    | Наталія Борзиленко Харківська обл. | 6.41,2 | А. Гайда Дніпропетровська обл. | 6.43,2 |        |        |
| Крос 3 км    | Віра Пилипенко Київ                | 9.40,0 | Валентина Цуркан Київ          |        |        |        |
| П'ятиборство | Віра Бут Полтавська обл.           | 4069   |                                |        |        |        |